# Liste der Kulturdenkmale in Baden-Württemberg
In der Liste der Kulturdenkmale in Baden-Württemberg sind die Kulturdenkmale in Baden-Württemberg aufgelistet.

## Aufteilung
Wegen der großen Anzahl von Kulturdenkmalen in Baden-Württemberg wie Gebäuden, Ruinen, Bildstöcken, Wegkreuzen usw. ist diese Liste in Teillisten aufgeteilt. Seit dem Abschluss der Gebiets- und Verwaltungsreform und dem Zusammenschluss weiterer Gemeinden zählt Baden-Württemberg 1.101 Gemeinden (89 davon sind Große Kreisstädte, 311 Gemeinden werden als Stadt bezeichnet) und zwei gemeindefreie Gebiete.
In der folgenden, nach Regierungsbezirken sortierten Liste sind zunächst die Stadtkreise aufgeführt, gefolgt von den Übersichten der Kulturdenkmallisten-Listen der Landkreise, die durch einen Klick auf „Ausklappen“ geöffnet werden können.
Dieser nach Verwaltungseinheiten gegliederten Übersicht folgt eine alphabetisch nach Gemeinden sortierte Auflistung der Denkmallisten aller Städte und Gemeinden.
Im Abschnitt Literatur werden Aufstellungen regional bedeutsamer Kulturdenkmale mehrerer Regionalverbände aufgeführt, die überwiegend auch online verfügbar sind.

## Systematische Liste

### Regierungsbezirk Freiburg

#### Stadtkreis
- Liste der Kulturdenkmale in Freiburg im Breisgau

### Regierungsbezirk Karlsruhe

#### Stadtkreise
- Liste der Kulturdenkmale in Baden-Baden
- Liste der Kulturdenkmale in Heidelberg
- Liste der Kulturdenkmale in Karlsruhe
- Liste der Kulturdenkmale in Mannheim
- Liste der Kulturdenkmale in Pforzheim

### Regierungsbezirk Stuttgart

#### Stadtkreise
- Liste der Kulturdenkmale in Stuttgart
- Liste der Kulturdenkmale in Heilbronn

### Regierungsbezirk Tübingen

#### Stadtkreis
- Liste der Kulturdenkmale in Ulm

## Alphabetische Liste
Die folgende Auflistung umfasst die Kulturdenkmallisten der baden-württembergischen Städte und Gemeinden (alphabetisch sortiert):
Anmerkung: Städte sind fett dargestellt.

### A
| - Liste der Kulturdenkmale in Aach - Liste der Kulturdenkmale in Aalen - Liste der Kulturdenkmale in Abstatt - Liste der Kulturdenkmale in Abtsgmünd - Liste der Kulturdenkmale in Achberg - Liste der Kulturdenkmale in Achern - Liste der Kulturdenkmale in Achstetten - Liste der Kulturdenkmale in Adelberg - Liste der Kulturdenkmale in Adelmannsfelden - Liste der Kulturdenkmale in Adelsheim - Liste der Kulturdenkmale in Affalterbach - Liste der Kulturdenkmale in Aglasterhausen - Liste der Kulturdenkmale in Ahorn - Liste der Kulturdenkmale in Aichelberg - Liste der Kulturdenkmale in Aichhalden - Liste der Kulturdenkmale in Aichstetten - Liste der Kulturdenkmale in Aichtal - Liste der Kulturdenkmale in Aichwald - Liste der Kulturdenkmale in Aidlingen - Liste der Kulturdenkmale in Aitern - Liste der Kulturdenkmale in Aitrach - Liste der Kulturdenkmale in Albbruck - Liste der Kulturdenkmale in Albershausen - Liste der Kulturdenkmale in Albstadt - Liste der Kulturdenkmale in Aldingen - Liste der Kulturdenkmale in Alfdorf - Liste der Kulturdenkmale in Allensbach - Liste der Kulturdenkmale in Alleshausen - Liste der Kulturdenkmale in Allmannsweiler - Liste der Kulturdenkmale in Allmendingen - Liste der Kulturdenkmale in Allmersbach im Tal | - Liste der Kulturdenkmale in Alpirsbach - Liste der Kulturdenkmale in Altbach - Liste der Kulturdenkmale in Altdorf (Lkr. Böblingen) - Liste der Kulturdenkmale in Altdorf (Lkr. Esslingen) - Liste der Kulturdenkmale in Altenriet - Liste der Kulturdenkmale in Altensteig - Liste der Kulturdenkmale in Altheim (Alb) - Liste der Kulturdenkmale in Altheim (Alb-Donau-Kreis) - Liste der Kulturdenkmale in Altheim (Lkr. Biberach) - Liste der Kulturdenkmale in Althengstett - Liste der Kulturdenkmale in Althütte - Liste der Kulturdenkmale in Altlußheim - Liste der Kulturdenkmale in Altshausen - Liste der Kulturdenkmale in Ammerbuch - Liste der Kulturdenkmale in Amstetten - Liste der Kulturdenkmale in Amtzell - Liste der Kulturdenkmale in Angelbachtal - Liste der Kulturdenkmale in Appenweier - Liste der Kulturdenkmale in Argenbühl - Liste der Kulturdenkmale in Aspach - Liste der Kulturdenkmale in Asperg - Liste der Kulturdenkmale in Assamstadt - Liste der Kulturdenkmale in Asselfingen - Liste der Kulturdenkmale in Attenweiler - Liste der Kulturdenkmale in Au (Breisgau) - Liste der Kulturdenkmale in Au am Rhein - Liste der Kulturdenkmale in Auenwald - Liste der Kulturdenkmale in Auggen - Liste der Kulturdenkmale in Aulendorf |

### B
| - Liste der Kulturdenkmale in Backnang - Liste der Kulturdenkmale in Bad Bellingen - Liste der Kulturdenkmale in Bad Boll - Liste der Kulturdenkmale in Bad Buchau - Liste der Kulturdenkmale in Bad Ditzenbach - Liste der Kulturdenkmale in Bad Dürrheim - Liste der Kulturdenkmale in Baden-Baden - Liste der Kulturdenkmale in Badenweiler - Liste der Kulturdenkmale in Bad Friedrichshall - Liste der Kulturdenkmale in Bad Herrenalb - Liste der Kulturdenkmale in Bad Krozingen - Liste der Kulturdenkmale in Bad Liebenzell - Liste der Kulturdenkmale in Bad Mergentheim - Liste der Kulturdenkmale in Bad Peterstal-Griesbach - Liste der Kulturdenkmale in Bad Rappenau - Liste der Kulturdenkmale in Bad Rippoldsau-Schapbach - Liste der Kulturdenkmale in Bad Säckingen - Liste der Kulturdenkmale in Bad Saulgau - Liste der Kulturdenkmale in Bad Schönborn - Liste der Kulturdenkmale in Bad Schussenried - Liste der Kulturdenkmale in Bad Teinach-Zavelstein - Liste der Kulturdenkmale in Bad Überkingen - Liste der Kulturdenkmale in Bad Urach - Liste der Kulturdenkmale in Bad Waldsee - Liste der Kulturdenkmale in Bad Wildbad - Liste der Kulturdenkmale in Bad Wimpfen - Liste der Kulturdenkmale in Bad Wurzach - Liste der Kulturdenkmale in Bahlingen am Kaiserstuhl - Liste der Kulturdenkmale in Baienfurt - Liste der Kulturdenkmale in Baiersbronn - Liste der Kulturdenkmale in Baindt - Liste der Kulturdenkmale in Balgheim - Liste der Kulturdenkmale in Balingen - Liste der Kulturdenkmale in Ballendorf - Liste der Kulturdenkmale in Ballrechten-Dottingen - Liste der Kulturdenkmale in Baltmannsweiler - Liste der Kulturdenkmale in Balzheim - Liste der Kulturdenkmale in Bammental - Liste der Kulturdenkmale in Bärenthal - Liste der Kulturdenkmale in Bartholomä - Liste der Kulturdenkmale in Beilstein - Liste der Kulturdenkmale in Beimerstetten - Liste der Kulturdenkmale in Bempflingen - Liste der Kulturdenkmale in Benningen am Neckar - Liste der Kulturdenkmale in Berg - Liste der Kulturdenkmale in Bergatreute - Liste der Kulturdenkmale in Berghaupten - Liste der Kulturdenkmale in Berghülen - Liste der Kulturdenkmale in Berglen - Liste der Kulturdenkmale in Berkheim - Liste der Kulturdenkmale in Bermatingen - Liste der Kulturdenkmale in Bernau im Schwarzwald - Liste der Kulturdenkmale in Bernstadt - Liste der Kulturdenkmale in Besigheim - Liste der Kulturdenkmale in Betzenweiler - Liste der Kulturdenkmale in Beuren - Liste der Kulturdenkmale in Beuron - Liste der Kulturdenkmale in Biberach (Baden) - Liste der Kulturdenkmale in Biberach an der Riß - Liste der Kulturdenkmale in Biederbach | - Liste der Kulturdenkmale in Bietigheim (Baden) - Liste der Kulturdenkmale in Bietigheim-Bissingen - Liste der Kulturdenkmale in Billigheim - Liste der Kulturdenkmale in Binau - Liste der Kulturdenkmale in Bingen - Liste der Kulturdenkmale in Binzen - Liste der Kulturdenkmale in Birenbach - Liste der Kulturdenkmale in Birkenfeld - Liste der Kulturdenkmale in Bischweier - Liste der Kulturdenkmale in Bisingen - Liste der Kulturdenkmale in Bissingen an der Teck - Liste der Kulturdenkmale in Bitz - Liste der Kulturdenkmale in Blaubeuren - Liste der Kulturdenkmale in Blaufelden - Liste der Kulturdenkmale in Blaustein - Liste der Kulturdenkmale in Blumberg - Liste der Kulturdenkmale in Böbingen an der Rems - Liste der Kulturdenkmale in Böblingen - Liste der Kulturdenkmale in Bodelshausen - Liste der Kulturdenkmale in Bodman-Ludwigshafen - Liste der Kulturdenkmale in Bodnegg - Liste der Kulturdenkmale in Böhmenkirch - Liste der Kulturdenkmale in Böllen - Liste der Kulturdenkmale in Bollschweil - Liste der Kulturdenkmale in Boms - Liste der Kulturdenkmale in Bondorf - Liste der Kulturdenkmale in Bonndorf im Schwarzwald - Liste der Kulturdenkmale in Bönnigheim - Liste der Kulturdenkmale in Bopfingen - Liste der Kulturdenkmale in Börslingen - Liste der Kulturdenkmale in Börtlingen - Liste der Kulturdenkmale in Bösingen - Liste der Kulturdenkmale in Böttingen - Liste der Kulturdenkmale in Bötzingen - Liste der Kulturdenkmale in Boxberg - Liste der Kulturdenkmale in Brackenheim - Liste der Kulturdenkmale in Bräunlingen - Liste der Kulturdenkmale in Braunsbach - Liste der Kulturdenkmale in Breisach am Rhein - Liste der Kulturdenkmale in Breitingen - Liste der Kulturdenkmale in Breitnau - Liste der Kulturdenkmale in Bretten - Liste der Kulturdenkmale in Bretzfeld - Liste der Kulturdenkmale in Brigachtal - Liste der Kulturdenkmale in Bruchsal - Liste der Kulturdenkmale in Brühl - Liste der Kulturdenkmale in Bubsheim - Liste der Kulturdenkmale in Buchen (Odenwald) - Liste der Kulturdenkmale in Buchenbach - Liste der Kulturdenkmale in Buchheim - Liste der Kulturdenkmale in Buggingen - Liste der Kulturdenkmale in Bühl - Liste der Kulturdenkmale in Bühlertal - Liste der Kulturdenkmale in Bühlertann - Liste der Kulturdenkmale in Bühlerzell - Liste der Kulturdenkmale in Burgrieden - Liste der Kulturdenkmale in Burgstetten - Liste der Kulturdenkmale in Burladingen - Liste der Kulturdenkmale in Büsingen am Hochrhein |

### C
| - Liste der Kulturdenkmale in Calw - Liste der Kulturdenkmale in Cleebronn | - Liste der Kulturdenkmale in Crailsheim - Liste der Kulturdenkmale in Creglingen |

### D
| - Liste der Kulturdenkmale in Dachsberg (Südschwarzwald) - Liste der Kulturdenkmale in Daisendorf - Liste der Kulturdenkmale in Dauchingen - Liste der Kulturdenkmale in Dautmergen - Liste der Kulturdenkmale in Deckenpfronn - Liste der Kulturdenkmale in Deggenhausertal - Liste der Kulturdenkmale in Deggingen - Liste der Kulturdenkmale in Deilingen - Liste der Kulturdenkmale in Deißlingen - Liste der Kulturdenkmale in Deizisau - Liste der Kulturdenkmale in Denkendorf - Liste der Kulturdenkmale in Denkingen - Liste der Kulturdenkmale in Denzlingen - Liste der Kulturdenkmale in Dettenhausen - Liste der Kulturdenkmale in Dettenheim - Liste der Kulturdenkmale in Dettighofen - Liste der Kulturdenkmale in Dettingen an der Erms - Liste der Kulturdenkmale in Dettingen an der Iller - Liste der Kulturdenkmale in Dettingen unter Teck - Liste der Kulturdenkmale in Dielheim - Liste der Kulturdenkmale in Dietenheim - Liste der Kulturdenkmale in Dietingen - Liste der Kulturdenkmale in Dischingen | - Liste der Kulturdenkmale in Ditzingen - Liste der Kulturdenkmale in Dobel - Liste der Kulturdenkmale in Dogern - Liste der Kulturdenkmale in Donaueschingen - Liste der Kulturdenkmale in Donzdorf - Liste der Kulturdenkmale in Dormettingen - Liste der Kulturdenkmale in Dornhan - Liste der Kulturdenkmale in Dornstadt - Liste der Kulturdenkmale in Dornstetten - Liste der Kulturdenkmale in Dörzbach - Liste der Kulturdenkmale in Dossenheim - Liste der Kulturdenkmale in Dotternhausen - Liste der Kulturdenkmale in Drackenstein - Liste der Kulturdenkmale in Dunningen - Liste der Kulturdenkmale in Durbach - Liste der Kulturdenkmale in Dürbheim - Liste der Kulturdenkmale in Durchhausen - Liste der Kulturdenkmale in Durlangen - Liste der Kulturdenkmale in Dürmentingen - Liste der Kulturdenkmale in Durmersheim - Liste der Kulturdenkmale in Dürnau (Lkr. Göppingen) - Liste der Kulturdenkmale in Dürnau (Lkr. Biberach) - Liste der Kulturdenkmale in Dußlingen |

### E
| - Liste der Kulturdenkmale in Ebenweiler - Liste der Kulturdenkmale in Eberbach - Liste der Kulturdenkmale in Eberdingen - Liste der Kulturdenkmale in Eberhardzell - Liste der Kulturdenkmale in Ebersbach an der Fils - Liste der Kulturdenkmale in Ebersbach-Musbach - Liste der Kulturdenkmale in Eberstadt - Liste der Kulturdenkmale in Ebhausen - Liste der Kulturdenkmale in Ebringen - Liste der Kulturdenkmale in Edingen-Neckarhausen - Liste der Kulturdenkmale in Efringen-Kirchen - Liste der Kulturdenkmale in Egenhausen - Liste der Kulturdenkmale in Egesheim - Liste der Kulturdenkmale in Eggenstein-Leopoldshafen - Liste der Kulturdenkmale in Eggingen - Liste der Kulturdenkmale in Ehingen (Donau) - Liste der Kulturdenkmale in Ehningen - Liste der Kulturdenkmale in Ehrenkirchen - Liste der Kulturdenkmale in Eichstegen - Liste der Kulturdenkmale in Eichstetten am Kaiserstuhl - Liste der Kulturdenkmale in Eigeltingen - Liste der Kulturdenkmale in Eimeldingen - Liste der Kulturdenkmale in Eisenbach (Hochschwarzwald) - Liste der Kulturdenkmale in Eisingen - Liste der Kulturdenkmale in Eislingen/Fils - Liste der Kulturdenkmale in Elchesheim-Illingen - Liste der Kulturdenkmale in Ellenberg - Liste der Kulturdenkmale in Ellhofen - Liste der Kulturdenkmale in Ellwangen (Jagst) - Liste der Kulturdenkmale in Elzach - Liste der Kulturdenkmale in Elztal - Liste der Kulturdenkmale in Emeringen - Liste der Kulturdenkmale in Emerkingen | - Liste der Kulturdenkmale in Emmendingen - Liste der Kulturdenkmale in Emmingen-Liptingen - Liste der Kulturdenkmale in Empfingen - Liste der Kulturdenkmale in Endingen am Kaiserstuhl - Liste der Kulturdenkmale in Engelsbrand - Liste der Kulturdenkmale in Engen - Liste der Kulturdenkmale in Engstingen - Liste der Kulturdenkmale in Eningen unter Achalm - Liste der Kulturdenkmale in Enzklösterle - Liste der Kulturdenkmale in Epfenbach - Liste der Kulturdenkmale in Epfendorf - Liste der Kulturdenkmale in Eppelheim - Liste der Kulturdenkmale in Eppingen - Liste der Kulturdenkmale in Erbach - Liste der Kulturdenkmale in Erdmannhausen - Liste der Kulturdenkmale in Eriskirch - Liste der Kulturdenkmale in Erkenbrechtsweiler - Liste der Kulturdenkmale in Erlenbach - Liste der Kulturdenkmale in Erlenmoos - Liste der Kulturdenkmale in Erligheim - Liste der Kulturdenkmale in Erolzheim - Liste der Kulturdenkmale in Ertingen - Liste der Kulturdenkmale in Eschach - Liste der Kulturdenkmale in Eschbach - Liste der Kulturdenkmale in Eschbronn - Liste der Kulturdenkmale in Eschelbronn - Liste der Kulturdenkmale in Eschenbach - Liste der Kulturdenkmale in Essingen - Liste der Kulturdenkmale in Esslingen am Neckar - Liste der Kulturdenkmale in Ettenheim - Liste der Kulturdenkmale in Ettlingen - Liste der Kulturdenkmale in Eutingen im Gäu |

### F
| - Liste der Kulturdenkmale in Fahrenbach - Liste der Kulturdenkmale in Feldberg (Schwarzwald) - Liste der Kulturdenkmale in Fellbach - Liste der Kulturdenkmale in Fichtenau - Liste der Kulturdenkmale in Fichtenberg - Liste der Kulturdenkmale in Filderstadt - Liste der Kulturdenkmale in Fischerbach - Liste der Kulturdenkmale in Fischingen - Liste der Kulturdenkmale in Flein - Liste der Kulturdenkmale in Fleischwangen - Liste der Kulturdenkmale in Fluorn-Winzeln - Liste der Kulturdenkmale in Forbach - Liste der Kulturdenkmale in Forchheim - Liste der Kulturdenkmale in Forchtenberg - Liste der Kulturdenkmale in Forst - Liste der Kulturdenkmale in Frankenhardt - Liste der Kulturdenkmale in Freiamt | - Liste der Kulturdenkmale in Freiberg am Neckar - Liste der Kulturdenkmale in Freiburg im Breisgau - Liste der Kulturdenkmale in Freudenberg - Liste der Kulturdenkmale in Freudenstadt - Liste der Kulturdenkmale in Freudental - Liste der Kulturdenkmale in Frickenhausen - Liste der Kulturdenkmale in Frickingen - Liste der Kulturdenkmale in Fridingen an der Donau - Liste der Kulturdenkmale in Friedenweiler - Liste der Kulturdenkmale in Friedrichshafen - Liste der Kulturdenkmale in Friesenheim - Liste der Kulturdenkmale in Friolzheim - Liste der Kulturdenkmale in Frittlingen - Liste der Kulturdenkmale in Fröhnd - Liste der Kulturdenkmale in Fronreute - Liste der Kulturdenkmale in Furtwangen im Schwarzwald |

### G
| - Liste der Kulturdenkmale in Gaggenau - Liste der Kulturdenkmale in Gaiberg - Liste der Kulturdenkmale in Gaienhofen - Liste der Kulturdenkmale in Gaildorf - Liste der Kulturdenkmale in Gailingen am Hochrhein - Liste der Kulturdenkmale in Gammelshausen - Liste der Kulturdenkmale in Gammertingen - Liste der Kulturdenkmale in Gärtringen - Liste der Kulturdenkmale in Gäufelden - Liste der Kulturdenkmale in Gechingen - Liste der Kulturdenkmale in Geisingen - Liste der Kulturdenkmale in Geislingen (b. Balingen) - Liste der Kulturdenkmale in Geislingen an der Steige - Liste der Kulturdenkmale in Gemmingen - Liste der Kulturdenkmale in Gemmrigheim - Liste der Kulturdenkmale in Gengenbach - Liste der Kulturdenkmale in Gerabronn - Liste der Kulturdenkmale in Gerlingen - Liste der Kulturdenkmale in Gernsbach - Liste der Kulturdenkmale in Gerstetten - Liste der Kulturdenkmale in Giengen an der Brenz - Liste der Kulturdenkmale in Gingen an der Fils - Liste der Kulturdenkmale in Glatten - Liste der Kulturdenkmale in Glottertal - Liste der Kulturdenkmale in Göggingen - Liste der Kulturdenkmale in Gomadingen - Liste der Kulturdenkmale in Gomaringen - Liste der Kulturdenkmale in Gondelsheim - Liste der Kulturdenkmale in Göppingen - Liste der Kulturdenkmale in Görwihl | - Liste der Kulturdenkmale in Gosheim - Liste der Kulturdenkmale in Gottenheim - Liste der Kulturdenkmale in Gottmadingen - Liste der Kulturdenkmale in Graben-Neudorf - Liste der Kulturdenkmale in Grabenstetten - Liste der Kulturdenkmale in Grafenau - Liste der Kulturdenkmale in Grafenberg - Liste der Kulturdenkmale in Grafenhausen - Liste der Kulturdenkmale in Grenzach-Wyhlen - Liste der Kulturdenkmale in Griesingen - Liste der Kulturdenkmale in Grömbach - Liste der Kulturdenkmale in Großbettlingen - Liste der Kulturdenkmale in Großbottwar - Liste der Kulturdenkmale in Grosselfingen - Liste der Kulturdenkmale in Großerlach - Liste der Kulturdenkmale in Großrinderfeld - Liste der Kulturdenkmale in Gruibingen - Liste der Kulturdenkmale in Grundsheim - Liste der Kulturdenkmale in Grünkraut - Liste der Kulturdenkmale in Grünsfeld - Liste der Kulturdenkmale in Gschwend - Liste der Kulturdenkmale in Guggenhausen - Liste der Kulturdenkmale in Güglingen - Liste der Kulturdenkmale in Gundelfingen - Liste der Kulturdenkmale in Gundelsheim - Liste der Kulturdenkmale in Gunningen - Liste der Kulturdenkmale in Gutach im Breisgau - Liste der Kulturdenkmale in Gutach (Schwarzwaldbahn) - Liste der Kulturdenkmale in Gütenbach - Liste der Kulturdenkmale in Gutenzell-Hürbel |

### H
| - Liste der Kulturdenkmale in Häg-Ehrsberg - Liste der Kulturdenkmale in Hagnau am Bodensee - Liste der Kulturdenkmale in Haigerloch - Liste der Kulturdenkmale in Haiterbach - Liste der Kulturdenkmale in Hambrücken - Liste der Kulturdenkmale in Hardheim - Liste der Kulturdenkmale in Hardt - Liste der Kulturdenkmale in Hardthausen am Kocher - Liste der Kulturdenkmale in Hartheim am Rhein - Liste der Kulturdenkmale in Hasel - Liste der Kulturdenkmale in Haslach im Kinzigtal - Liste der Kulturdenkmale in Haßmersheim - Liste der Kulturdenkmale in Hattenhofen - Liste der Kulturdenkmale in Hausach - Liste der Kulturdenkmale in Hausen am Bussen - Liste der Kulturdenkmale in Hausen am Tann - Liste der Kulturdenkmale in Hausen im Wiesental - Liste der Kulturdenkmale in Hausen ob Verena - Liste der Kulturdenkmale in Häusern - Liste der Kulturdenkmale in Hayingen - Liste der Kulturdenkmale in Hechingen - Liste der Kulturdenkmale in Heddesbach - Liste der Kulturdenkmale in Heddesheim - Liste der Kulturdenkmale in Heidelberg - Liste der Kulturdenkmale in Heidenheim an der Brenz - Liste der Kulturdenkmale in Heilbronn - Liste der Kulturdenkmale in Heiligenberg - Liste der Kulturdenkmale in Heiligkreuzsteinach - Liste der Kulturdenkmale in Heimsheim - Liste der Kulturdenkmale in Heiningen - Liste der Kulturdenkmale in Heitersheim - Liste der Kulturdenkmale in Helmstadt-Bargen - Liste der Kulturdenkmale in Hemmingen - Liste der Kulturdenkmale in Hemsbach - Liste der Kulturdenkmale in Herbertingen - Liste der Kulturdenkmale in Herbolzheim - Liste der Kulturdenkmale in Herbrechtingen - Liste der Kulturdenkmale in Herdwangen-Schönach - Liste der Kulturdenkmale in Hermaringen - Liste der Kulturdenkmale in Heroldstatt | - Liste der Kulturdenkmale in Herrenberg - Liste der Kulturdenkmale in Herrischried - Liste der Kulturdenkmale in Hessigheim - Liste der Kulturdenkmale in Hettingen - Liste der Kulturdenkmale in Heubach - Liste der Kulturdenkmale in Heuchlingen - Liste der Kulturdenkmale in Heuweiler - Liste der Kulturdenkmale in Hildrizhausen - Liste der Kulturdenkmale in Hilzingen - Liste der Kulturdenkmale in Hinterzarten - Liste der Kulturdenkmale in Hirrlingen - Liste der Kulturdenkmale in Hirschberg an der Bergstraße - Liste der Kulturdenkmale in Hochdorf (Lkr. Esslingen) - Liste der Kulturdenkmale in Hochdorf (Lkr. Biberach) - Liste der Kulturdenkmale in Höchenschwand - Liste der Kulturdenkmale in Hockenheim - Liste der Kulturdenkmale in Höfen an der Enz - Liste der Kulturdenkmale in Hofstetten - Liste der Kulturdenkmale in Hohberg - Liste der Kulturdenkmale in Hohenfels - Liste der Kulturdenkmale in Hohenstadt - Liste der Kulturdenkmale in Hohenstein - Liste der Kulturdenkmale in Hohentengen - Liste der Kulturdenkmale in Hohentengen am Hochrhein - Liste der Kulturdenkmale in Holzgerlingen - Liste der Kulturdenkmale in Holzkirch - Liste der Kulturdenkmale in Holzmaden - Liste der Kulturdenkmale in Höpfingen - Liste der Kulturdenkmale in Horb am Neckar - Liste der Kulturdenkmale in Horben - Liste der Kulturdenkmale in Horgenzell - Liste der Kulturdenkmale in Hornberg - Liste der Kulturdenkmale in Hoßkirch - Liste der Kulturdenkmale in Hüffenhardt - Liste der Kulturdenkmale in Hüfingen - Liste der Kulturdenkmale in Hügelsheim - Liste der Kulturdenkmale in Hülben - Liste der Kulturdenkmale in Hüttisheim - Liste der Kulturdenkmale in Hüttlingen |

### I
| - Liste der Kulturdenkmale in Ibach - Liste der Kulturdenkmale in Iffezheim - Liste der Kulturdenkmale in Igersheim - Liste der Kulturdenkmale in Iggingen - Liste der Kulturdenkmale in Ihringen - Liste der Kulturdenkmale in Illerkirchberg - Liste der Kulturdenkmale in Illerrieden - Liste der Kulturdenkmale in Illingen - Liste der Kulturdenkmale in Illmensee - Liste der Kulturdenkmale in Ilsfeld - Liste der Kulturdenkmale in Ilshofen - Liste der Kulturdenkmale in Ilvesheim | - Liste der Kulturdenkmale in Immendingen - Liste der Kulturdenkmale in Immenstaad am Bodensee - Liste der Kulturdenkmale in Ingelfingen - Liste der Kulturdenkmale in Ingersheim - Liste der Kulturdenkmale in Ingoldingen - Liste der Kulturdenkmale in Inzigkofen - Liste der Kulturdenkmale in Inzlingen - Liste der Kulturdenkmale in Irndorf - Liste der Kulturdenkmale in Isny im Allgäu - Liste der Kulturdenkmale in Ispringen - Liste der Kulturdenkmale in Ittlingen |

### J
| - Liste der Kulturdenkmale in Jagsthausen - Liste der Kulturdenkmale in Jagstzell - Liste der Kulturdenkmale in Jestetten | - Liste der Kulturdenkmale in Jettingen - Liste der Kulturdenkmale in Jungingen |

### K
| - Liste der Kulturdenkmale in Kaisersbach - Liste der Kulturdenkmale in Kämpfelbach - Liste der Kulturdenkmale in Kandern - Liste der Kulturdenkmale in Kanzach - Liste der Kulturdenkmale in Kappel-Grafenhausen - Liste der Kulturdenkmale in Kappelrodeck - Liste der Kulturdenkmale in Karlsbad - Liste der Kulturdenkmale in Karlsdorf-Neuthard - Liste der Kulturdenkmale in Karlsruhe - Liste der Kulturdenkmale in Kehl - Liste der Kulturdenkmale in Keltern - Liste der Kulturdenkmale in Kenzingen - Liste der Kulturdenkmale in Kernen im Remstal - Liste der Kulturdenkmale in Ketsch - Liste der Kulturdenkmale in Kieselbronn - Liste der Kulturdenkmale in Kippenheim - Liste der Kulturdenkmale in Kirchardt - Liste der Kulturdenkmale in Kirchberg an der Iller - Liste der Kulturdenkmale in Kirchberg an der Jagst - Liste der Kulturdenkmale in Kirchberg an der Murr - Liste der Kulturdenkmale in Kirchdorf an der Iller - Liste der Kulturdenkmale in Kirchentellinsfurt - Liste der Kulturdenkmale in Kirchheim am Neckar - Liste der Kulturdenkmale in Kirchheim am Ries - Liste der Kulturdenkmale in Kirchheim unter Teck - Liste der Kulturdenkmale in Kirchzarten - Liste der Kulturdenkmale in Kißlegg - Liste der Kulturdenkmale in Kleines Wiesental - Liste der Kulturdenkmale in Klettgau | - Liste der Kulturdenkmale in Knittlingen - Liste der Kulturdenkmale in Kohlberg - Liste der Kulturdenkmale in Kolbingen - Liste der Kulturdenkmale in Köngen - Liste der Kulturdenkmale in Königheim - Liste der Kulturdenkmale in Königsbach-Stein - Liste der Kulturdenkmale in Königsbronn - Liste der Kulturdenkmale in Königseggwald - Liste der Kulturdenkmale in Königsfeld im Schwarzwald - Liste der Kulturdenkmale in Königsheim - Liste der Kulturdenkmale in Konstanz - Liste der Kulturdenkmale in Korb - Liste der Kulturdenkmale in Korntal-Münchingen - Liste der Kulturdenkmale in Kornwestheim - Liste der Kulturdenkmale in Kraichtal - Liste der Kulturdenkmale in Krauchenwies - Liste der Kulturdenkmale in Krautheim - Liste der Kulturdenkmale in Kreßberg - Liste der Kulturdenkmale in Kressbronn am Bodensee - Liste der Kulturdenkmale in Kronau - Liste der Kulturdenkmale in Kuchen - Liste der Kulturdenkmale in Külsheim - Liste der Kulturdenkmale in Künzelsau - Liste der Kulturdenkmale in Kupferzell - Liste der Kulturdenkmale in Kuppenheim - Liste der Kulturdenkmale in Kürnbach - Liste der Kulturdenkmale in Küssaberg - Liste der Kulturdenkmale in Kusterdingen |

### L
| - Liste der Kulturdenkmale in Ladenburg - Liste der Kulturdenkmale in Lahr/Schwarzwald - Liste der Kulturdenkmale in Laichingen - Liste der Kulturdenkmale in Langenargen - Liste der Kulturdenkmale in Langenau - Liste der Kulturdenkmale in Langenbrettach - Liste der Kulturdenkmale in Langenburg - Liste der Kulturdenkmale in Langenenslingen - Liste der Kulturdenkmale in Lauchheim - Liste der Kulturdenkmale in Lauchringen - Liste der Kulturdenkmale in Lauda-Königshofen - Liste der Kulturdenkmale in Laudenbach - Liste der Kulturdenkmale in Lauf - Liste der Kulturdenkmale in Laufenburg (Baden) - Liste der Kulturdenkmale in Lauffen am Neckar - Liste der Kulturdenkmale in Laupheim - Liste der Kulturdenkmale in Lautenbach - Liste der Kulturdenkmale in Lauterach - Liste der Kulturdenkmale in Lauterbach - Liste der Kulturdenkmale in Lauterstein - Liste der Kulturdenkmale in Lehrensteinsfeld - Liste der Kulturdenkmale in Leibertingen - Liste der Kulturdenkmale in Leimen - Liste der Kulturdenkmale in Leinfelden-Echterdingen | - Liste der Kulturdenkmale in Leingarten - Liste der Kulturdenkmale in Leinzell - Liste der Kulturdenkmale in Lenningen - Liste der Kulturdenkmale in Lenzkirch - Liste der Kulturdenkmale in Leonberg - Liste der Kulturdenkmale in Leutenbach - Liste der Kulturdenkmale in Leutkirch im Allgäu - Liste der Kulturdenkmale in Lichtenau - Liste der Kulturdenkmale in Lichtenstein - Liste der Kulturdenkmale in Lichtenwald - Liste der Kulturdenkmale in Limbach - Liste der Kulturdenkmale in Linkenheim-Hochstetten - Liste der Kulturdenkmale in Lobbach - Liste der Kulturdenkmale in Löchgau - Liste der Kulturdenkmale in Loffenau - Liste der Kulturdenkmale in Löffingen - Liste der Kulturdenkmale in Lonsee - Liste der Kulturdenkmale in Lorch - Liste der Kulturdenkmale in Lörrach - Liste der Kulturdenkmale in Loßburg - Liste der Kulturdenkmale in Lottstetten - Liste der Kulturdenkmale in Löwenstein - Liste der Kulturdenkmale in Ludwigsburg |

### M
| - Liste der Kulturdenkmale in Magstadt - Liste der Kulturdenkmale in Mahlberg - Liste der Kulturdenkmale in Mahlstetten - Liste der Kulturdenkmale in Mainhardt - Liste der Kulturdenkmale in Malsburg-Marzell - Liste der Kulturdenkmale in Malsch (Lkr. Karlsruhe) - Liste der Kulturdenkmale in Malsch (Rhein-Neckar-Kreis) - Liste der Kulturdenkmale in Malterdingen - Liste der Kulturdenkmale in Mannheim - Liste der Kulturdenkmale in Marbach am Neckar - Liste der Kulturdenkmale in March - Liste der Kulturdenkmale in Markdorf - Liste der Kulturdenkmale in Markgröningen - Liste der Kulturdenkmale in Marxzell - Liste der Kulturdenkmale in Maselheim - Liste der Kulturdenkmale in Massenbachhausen - Liste der Kulturdenkmale in Mauer - Liste der Kulturdenkmale in Maulbronn - Liste der Kulturdenkmale in Maulburg - Liste der Kulturdenkmale in Meckenbeuren - Liste der Kulturdenkmale in Meckesheim - Liste der Kulturdenkmale in Meersburg - Liste der Kulturdenkmale in Mehrstetten - Liste der Kulturdenkmale in Meißenheim - Liste der Kulturdenkmale in Mengen - Liste der Kulturdenkmale in Merdingen - Liste der Kulturdenkmale in Merklingen - Liste der Kulturdenkmale in Merzhausen - Liste der Kulturdenkmale in Meßkirch - Liste der Kulturdenkmale in Meßstetten - Liste der Kulturdenkmale in Metzingen - Liste der Kulturdenkmale in Michelbach an der Bilz - Liste der Kulturdenkmale in Michelfeld | - Liste der Kulturdenkmale in Mietingen - Liste der Kulturdenkmale in Mittelbiberach - Liste der Kulturdenkmale in Möckmühl - Liste der Kulturdenkmale in Mögglingen - Liste der Kulturdenkmale in Möglingen - Liste der Kulturdenkmale in Mönchweiler - Liste der Kulturdenkmale in Mönsheim - Liste der Kulturdenkmale in Moos - Liste der Kulturdenkmale in Moosburg - Liste der Kulturdenkmale in Mosbach - Liste der Kulturdenkmale in Mössingen - Liste der Kulturdenkmale in Mötzingen - Liste der Kulturdenkmale in Mudau - Liste der Kulturdenkmale in Muggensturm - Liste der Kulturdenkmale in Mühlacker - Liste der Kulturdenkmale in Mühlenbach - Liste der Kulturdenkmale in Mühlhausen (Kraichgau) - Liste der Kulturdenkmale in Mühlhausen im Täle - Liste der Kulturdenkmale in Mühlhausen-Ehingen - Liste der Kulturdenkmale in Mühlheim an der Donau - Liste der Kulturdenkmale in Mühlingen - Liste der Kulturdenkmale in Mulfingen - Liste der Kulturdenkmale in Müllheim - Liste der Kulturdenkmale in Mundelsheim - Liste der Kulturdenkmale in Munderkingen - Liste der Kulturdenkmale in Münsingen - Liste der Kulturdenkmale im Gutsbezirk Münsingen (gmdfr. Gebiet) - Liste der Kulturdenkmale in Münstertal/Schwarzwald - Liste der Kulturdenkmale in Murg - Liste der Kulturdenkmale in Murr - Liste der Kulturdenkmale in Murrhardt - Liste der Kulturdenkmale in Mutlangen |

### N
| - Liste der Kulturdenkmale in Nagold - Liste der Kulturdenkmale in Nattheim - Liste der Kulturdenkmale in Neckarbischofsheim - Liste der Kulturdenkmale in Neckargemünd - Liste der Kulturdenkmale in Neckargerach - Liste der Kulturdenkmale in Neckarsulm - Liste der Kulturdenkmale in Neckartailfingen - Liste der Kulturdenkmale in Neckartenzlingen - Liste der Kulturdenkmale in Neckarwestheim - Liste der Kulturdenkmale in Neckarzimmern - Liste der Kulturdenkmale in Neenstetten - Liste der Kulturdenkmale in Nehren - Liste der Kulturdenkmale in Neidenstein - Liste der Kulturdenkmale in Neidlingen - Liste der Kulturdenkmale in Nellingen - Liste der Kulturdenkmale in Nerenstetten - Liste der Kulturdenkmale in Neresheim - Liste der Kulturdenkmale in Neubulach - Liste der Kulturdenkmale in Neudenau - Liste der Kulturdenkmale in Neuenbürg - Liste der Kulturdenkmale in Neuenburg am Rhein - Liste der Kulturdenkmale in Neuenstadt am Kocher - Liste der Kulturdenkmale in Neuenstein - Liste der Kulturdenkmale in Neuffen | - Liste der Kulturdenkmale in Neufra - Liste der Kulturdenkmale in Neuhausen (Enzkreis) - Liste der Kulturdenkmale in Neuhausen auf den Fildern - Liste der Kulturdenkmale in Neuhausen ob Eck - Liste der Kulturdenkmale in Neukirch - Liste der Kulturdenkmale in Neuler - Liste der Kulturdenkmale in Neulingen - Liste der Kulturdenkmale in Neulußheim - Liste der Kulturdenkmale in Neunkirchen - Liste der Kulturdenkmale in Neuried - Liste der Kulturdenkmale in Neustetten - Liste der Kulturdenkmale in Neuweiler - Liste der Kulturdenkmale in Niedereschach - Liste der Kulturdenkmale in Niedernhall - Liste der Kulturdenkmale in Niederstetten - Liste der Kulturdenkmale in Niederstotzingen - Liste der Kulturdenkmale in Niefern-Öschelbronn - Liste der Kulturdenkmale in Nordheim - Liste der Kulturdenkmale in Nordrach - Liste der Kulturdenkmale in Notzingen - Liste der Kulturdenkmale in Nufringen - Liste der Kulturdenkmale in Nürtingen - Liste der Kulturdenkmale in Nusplingen - Liste der Kulturdenkmale in Nußloch |

### O
| - Liste der Kulturdenkmale in Oberboihingen - Liste der Kulturdenkmale in Oberderdingen - Liste der Kulturdenkmale in Oberdischingen - Liste der Kulturdenkmale in Obergröningen - Liste der Kulturdenkmale in Oberharmersbach - Liste der Kulturdenkmale in Oberhausen-Rheinhausen - Liste der Kulturdenkmale in Oberkirch - Liste der Kulturdenkmale in Oberkochen - Liste der Kulturdenkmale in Obermarchtal - Liste der Kulturdenkmale in Oberndorf am Neckar - Liste der Kulturdenkmale in Obernheim - Liste der Kulturdenkmale in Oberreichenbach - Liste der Kulturdenkmale in Oberried - Liste der Kulturdenkmale in Oberriexingen - Liste der Kulturdenkmale in Oberrot - Liste der Kulturdenkmale in Obersontheim - Liste der Kulturdenkmale in Oberstadion - Liste der Kulturdenkmale in Oberstenfeld - Liste der Kulturdenkmale in Obersulm - Liste der Kulturdenkmale in Oberteuringen - Liste der Kulturdenkmale in Oberwolfach - Liste der Kulturdenkmale in Obrigheim - Liste der Kulturdenkmale in Ochsenhausen - Liste der Kulturdenkmale in Oedheim - Liste der Kulturdenkmale in Offenau - Liste der Kulturdenkmale in Offenburg | - Liste der Kulturdenkmale in Ofterdingen - Liste der Kulturdenkmale in Oftersheim - Liste der Kulturdenkmale in Oggelshausen - Liste der Kulturdenkmale in Ohlsbach - Liste der Kulturdenkmale in Ohmden - Liste der Kulturdenkmale in Öhningen - Liste der Kulturdenkmale in Öhringen - Liste der Kulturdenkmale in Ölbronn-Dürrn - Liste der Kulturdenkmale in Öllingen - Liste der Kulturdenkmale in Öpfingen - Liste der Kulturdenkmale in Oppenau - Liste der Kulturdenkmale in Oppenweiler - Liste der Kulturdenkmale in Orsingen-Nenzingen - Liste der Kulturdenkmale in Ortenberg - Liste der Kulturdenkmale in Ostelsheim - Liste der Kulturdenkmale in Osterburken - Liste der Kulturdenkmale in Ostfildern - Liste der Kulturdenkmale in Ostrach - Liste der Kulturdenkmale in Östringen - Liste der Kulturdenkmale in Ötigheim - Liste der Kulturdenkmale in Ötisheim - Liste der Kulturdenkmale in Ottenbach - Liste der Kulturdenkmale in Ottenhöfen im Schwarzwald - Liste der Kulturdenkmale in Ottersweier - Liste der Kulturdenkmale in Owen - Liste der Kulturdenkmale in Owingen |

### P
| - Liste der Kulturdenkmale in Pfaffenhofen - Liste der Kulturdenkmale in Pfaffenweiler - Liste der Kulturdenkmale in Pfalzgrafenweiler - Liste der Kulturdenkmale in Pfedelbach - Liste der Kulturdenkmale in Pfinztal - Liste der Kulturdenkmale in Pforzheim - Liste der Kulturdenkmale in Pfronstetten - Liste der Kulturdenkmale in Pfullendorf | - Liste der Kulturdenkmale in Pfullingen - Liste der Kulturdenkmale in Philippsburg - Liste der Kulturdenkmale in Plankstadt - Liste der Kulturdenkmale in Pleidelsheim - Liste der Kulturdenkmale in Pliezhausen - Liste der Kulturdenkmale in Plochingen - Liste der Kulturdenkmale in Plüderhausen |

### R
| - Liste der Kulturdenkmale in Radolfzell am Bodensee - Liste der Kulturdenkmale in Rainau - Liste der Kulturdenkmale in Rammingen - Liste der Kulturdenkmale in Rangendingen - Liste der Kulturdenkmale in Rastatt - Liste der Kulturdenkmale in Ratshausen - Liste der Kulturdenkmale in Rauenberg - Liste der Kulturdenkmale in Ravensburg - Liste der Kulturdenkmale in Ravenstein - Liste der Kulturdenkmale in Rechberghausen - Liste der Kulturdenkmale in Rechtenstein - Liste der Kulturdenkmale in Reichartshausen - Liste der Kulturdenkmale in Reichenau - Liste der Kulturdenkmale in Reichenbach an der Fils - Liste der Kulturdenkmale in Reichenbach am Heuberg - Liste der Kulturdenkmale in Reilingen - Liste der Kulturdenkmale in Remchingen - Liste der Kulturdenkmale in Remseck am Neckar - Liste der Kulturdenkmale in Remshalden - Liste der Kulturdenkmale in Renchen - Liste der Kulturdenkmale in Renningen - Liste der Kulturdenkmale in Renquishausen - Liste der Kulturdenkmale in Reute - Liste der Kulturdenkmale in Reutlingen - Liste der Kulturdenkmale in Rheinau - Liste der Kulturdenkmale in Rheinau (gemdfr. Gebiet) - Liste der Kulturdenkmale in Rheinfelden (Baden) - Liste der Kulturdenkmale in Rheinhausen | - Liste der Kulturdenkmale in Rheinmünster - Liste der Kulturdenkmale in Rheinstetten - Liste der Kulturdenkmale in Rickenbach - Liste der Kulturdenkmale in Riederich - Liste der Kulturdenkmale in Riedhausen - Liste der Kulturdenkmale in Riedlingen - Liste der Kulturdenkmale in Riegel am Kaiserstuhl - Liste der Kulturdenkmale in Rielasingen-Worblingen - Liste der Kulturdenkmale in Riesbürg - Liste der Kulturdenkmale in Rietheim-Weilheim - Liste der Kulturdenkmale in Ringsheim - Liste der Kulturdenkmale in Rohrdorf - Liste der Kulturdenkmale in Roigheim - Liste der Kulturdenkmale in Römerstein - Liste der Kulturdenkmale in Rosenberg (Baden) - Liste der Kulturdenkmale in Rosenberg (Württemberg) - Liste der Kulturdenkmale in Rosenfeld - Liste der Kulturdenkmale in Rosengarten - Liste der Kulturdenkmale in Rot am See - Liste der Kulturdenkmale in Rot an der Rot - Liste der Kulturdenkmale in Rottenacker - Liste der Kulturdenkmale in Rottenburg am Neckar - Liste der Kulturdenkmale in Rottweil - Liste der Kulturdenkmale in Rudersberg - Liste der Kulturdenkmale in Rümmingen - Liste der Kulturdenkmale in Ruppertshofen - Liste der Kulturdenkmale in Rust - Liste der Kulturdenkmale in Rutesheim |

### S
| - Liste der Kulturdenkmale in Sachsenheim - Liste der Kulturdenkmale in Salach - Liste der Kulturdenkmale in Salem - Liste der Kulturdenkmale in Sandhausen - Liste der Kulturdenkmale in Sasbach (Ortenau) - Liste der Kulturdenkmale in Sasbach am Kaiserstuhl - Liste der Kulturdenkmale in Sasbachwalden - Liste der Kulturdenkmale in Satteldorf - Liste der Kulturdenkmale in Sauldorf - Liste der Kulturdenkmale in Schallbach - Liste der Kulturdenkmale in Schallstadt - Liste der Kulturdenkmale in Schechingen - Liste der Kulturdenkmale in Scheer - Liste der Kulturdenkmale in Schefflenz - Liste der Kulturdenkmale in Schelklingen - Liste der Kulturdenkmale in Schemmerhofen - Liste der Kulturdenkmale in Schenkenzell - Liste der Kulturdenkmale in Schiltach - Liste der Kulturdenkmale in Schlaitdorf - Liste der Kulturdenkmale in Schlat - Liste der Kulturdenkmale in Schliengen - Liste der Kulturdenkmale in Schlier - Liste der Kulturdenkmale in Schlierbach - Liste der Kulturdenkmale in Schluchsee - Liste der Kulturdenkmale in Schnürpflingen - Liste der Kulturdenkmale in Schömberg (Zollernalbkreis) - Liste der Kulturdenkmale in Schömberg (Lkr. Calw) - Liste der Kulturdenkmale in Schonach im Schwarzwald - Liste der Kulturdenkmale in Schönaich - Liste der Kulturdenkmale in Schönau (Odenwald) - Liste der Kulturdenkmale in Schönau im Schwarzwald - Liste der Kulturdenkmale in Schönbrunn - Liste der Kulturdenkmale in Schönenberg - Liste der Kulturdenkmale in Schöntal - Liste der Kulturdenkmale in Schönwald im Schwarzwald - Liste der Kulturdenkmale in Schopfheim - Liste der Kulturdenkmale in Schopfloch - Liste der Kulturdenkmale in Schorndorf - Liste der Kulturdenkmale in Schramberg - Liste der Kulturdenkmale in Schriesheim - Liste der Kulturdenkmale in Schrozberg - Liste der Kulturdenkmale in Schuttertal - Liste der Kulturdenkmale in Schutterwald - Liste der Kulturdenkmale in Schwäbisch Gmünd - Liste der Kulturdenkmale in Schwäbisch Hall - Liste der Kulturdenkmale in Schwaigern - Liste der Kulturdenkmale in Schwaikheim - Liste der Kulturdenkmale in Schwanau - Liste der Kulturdenkmale in Schwarzach - Liste der Kulturdenkmale in Schwendi - Liste der Kulturdenkmale in Schwenningen - Liste der Kulturdenkmale in Schwetzingen - Liste der Kulturdenkmale in Schwieberdingen - Liste der Kulturdenkmale in Schwörstadt - Liste der Kulturdenkmale in Seckach - Liste der Kulturdenkmale in Seebach - Liste der Kulturdenkmale in Seekirch - Liste der Kulturdenkmale in Seelbach | - Liste der Kulturdenkmale in Seewald - Liste der Kulturdenkmale in Seitingen-Oberflacht - Liste der Kulturdenkmale in Sersheim - Liste der Kulturdenkmale in Setzingen - Liste der Kulturdenkmale in Sexau - Liste der Kulturdenkmale in Siegelsbach - Liste der Kulturdenkmale in Sigmaringen - Liste der Kulturdenkmale in Sigmaringendorf - Liste der Kulturdenkmale in Simmersfeld - Liste der Kulturdenkmale in Simmozheim - Liste der Kulturdenkmale in Simonswald - Liste der Kulturdenkmale in Sindelfingen - Liste der Kulturdenkmale in Singen (Hohentwiel) - Liste der Kulturdenkmale in Sinsheim - Liste der Kulturdenkmale in Sinzheim - Liste der Kulturdenkmale in Sipplingen - Liste der Kulturdenkmale in Sölden - Liste der Kulturdenkmale in Sonnenbühl - Liste der Kulturdenkmale in Sontheim an der Brenz - Liste der Kulturdenkmale in Spaichingen - Liste der Kulturdenkmale in Spechbach - Liste der Kulturdenkmale in Spiegelberg - Liste der Kulturdenkmale in Spraitbach - Liste der Kulturdenkmale in St. Blasien - Liste der Kulturdenkmale in St. Georgen im Schwarzwald - Liste der Kulturdenkmale in St. Johann - Liste der Kulturdenkmale in St. Leon-Rot - Liste der Kulturdenkmale in St. Märgen - Liste der Kulturdenkmale in St. Peter - Liste der Kulturdenkmale in Staig - Liste der Kulturdenkmale in Starzach - Liste der Kulturdenkmale in Staufen im Breisgau - Liste der Kulturdenkmale in Stegen - Liste der Kulturdenkmale in Steinach - Liste der Kulturdenkmale in Steinen - Liste der Kulturdenkmale in Steinenbronn - Liste der Kulturdenkmale in Steinhausen an der Rottum - Liste der Kulturdenkmale in Steinheim am Albuch - Liste der Kulturdenkmale in Steinheim an der Murr - Liste der Kulturdenkmale in Steinmauern - Liste der Kulturdenkmale in Steißlingen - Liste der Kulturdenkmale in Sternenfels - Liste der Kulturdenkmale in Stetten (Bodenseekreis) - Liste der Kulturdenkmale in Stetten am kalten Markt - Liste der Kulturdenkmale in Stimpfach - Liste der Kulturdenkmale in Stockach - Liste der Kulturdenkmale in Stödtlen - Liste der Kulturdenkmale in Straßberg - Liste der Kulturdenkmale in Straubenhardt - Liste der Kulturdenkmale in Stühlingen - Liste der Kulturdenkmale in Stutensee - Liste der Kulturdenkmale in Stuttgart - Liste der Kulturdenkmale in Sulz am Neckar - Liste der Kulturdenkmale in Sulzbach an der Murr - Liste der Kulturdenkmale in Sulzbach-Laufen - Liste der Kulturdenkmale in Sulzburg - Liste der Kulturdenkmale in Sulzfeld - Liste der Kulturdenkmale in Süßen |

### T
| - Liste der Kulturdenkmale in Täferrot - Liste der Kulturdenkmale in Talheim (Lkr. Heilbronn) - Liste der Kulturdenkmale in Talheim (Lkr. Tuttlingen) - Liste der Kulturdenkmale in Tamm - Liste der Kulturdenkmale in Tannhausen - Liste der Kulturdenkmale in Tannheim - Liste der Kulturdenkmale in Tauberbischofsheim - Liste der Kulturdenkmale in Tengen - Liste der Kulturdenkmale in Teningen - Liste der Kulturdenkmale in Tettnang - Liste der Kulturdenkmale in Tiefenbach | - Liste der Kulturdenkmale in Tiefenbronn - Liste der Kulturdenkmale in Titisee-Neustadt - Liste der Kulturdenkmale in Todtmoos - Liste der Kulturdenkmale in Todtnau - Liste der Kulturdenkmale in Triberg im Schwarzwald - Liste der Kulturdenkmale in Trochtelfingen - Liste der Kulturdenkmale in Trossingen - Liste der Kulturdenkmale in Tübingen - Liste der Kulturdenkmale in Tunau - Liste der Kulturdenkmale in Tuningen - Liste der Kulturdenkmale in Tuttlingen |

### U
| - Liste der Kulturdenkmale in Überlingen - Liste der Kulturdenkmale in Ubstadt-Weiher - Liste der Kulturdenkmale in Uhingen - Liste der Kulturdenkmale in Uhldingen-Mühlhofen - Liste der Kulturdenkmale in Ühlingen-Birkendorf - Liste der Kulturdenkmale in Ulm - Liste der Kulturdenkmale in Umkirch - Liste der Kulturdenkmale in Ummendorf - Liste der Kulturdenkmale in Unlingen - Liste der Kulturdenkmale in Untereisesheim - Liste der Kulturdenkmale in Unterensingen - Liste der Kulturdenkmale in Untergruppenbach | - Liste der Kulturdenkmale in Unterkirnach - Liste der Kulturdenkmale in Untermarchtal - Liste der Kulturdenkmale in Untermünkheim - Liste der Kulturdenkmale in Unterreichenbach - Liste der Kulturdenkmale in Unterschneidheim - Liste der Kulturdenkmale in Unterstadion - Liste der Kulturdenkmale in Unterwachingen - Liste der Kulturdenkmale in Unterwaldhausen - Liste der Kulturdenkmale in Urbach - Liste der Kulturdenkmale in Uttenweiler - Liste der Kulturdenkmale in Utzenfeld |

### V
| - Liste der Kulturdenkmale in Vaihingen an der Enz - Liste der Kulturdenkmale in Vellberg - Liste der Kulturdenkmale in Veringenstadt - Liste der Kulturdenkmale in Villingendorf - Liste der Kulturdenkmale in Villingen-Schwenningen - Liste der Kulturdenkmale in Vogt | - Liste der Kulturdenkmale in Vogtsburg im Kaiserstuhl - Liste der Kulturdenkmale in Vöhrenbach - Liste der Kulturdenkmale in Vöhringen - Liste der Kulturdenkmale in Volkertshausen - Liste der Kulturdenkmale in Vörstetten |

### W
| - Liste der Kulturdenkmale in Waghäusel - Liste der Kulturdenkmale in Waiblingen - Liste der Kulturdenkmale in Waibstadt - Liste der Kulturdenkmale in Wain - Liste der Kulturdenkmale in Wald - Liste der Kulturdenkmale in Waldachtal - Liste der Kulturdenkmale in Waldbronn - Liste der Kulturdenkmale in Waldbrunn - Liste der Kulturdenkmale in Waldburg - Liste der Kulturdenkmale in Walddorfhäslach - Liste der Kulturdenkmale in Waldenbuch - Liste der Kulturdenkmale in Waldenburg - Liste der Kulturdenkmale in Waldkirch - Liste der Kulturdenkmale in Waldshut-Tiengen - Liste der Kulturdenkmale in Waldstetten - Liste der Kulturdenkmale in Walheim - Liste der Kulturdenkmale in Walldorf - Liste der Kulturdenkmale in Walldürn - Liste der Kulturdenkmale in Wallhausen - Liste der Kulturdenkmale in Walzbachtal - Liste der Kulturdenkmale in Wangen (b. Göppingen) - Liste der Kulturdenkmale in Wangen im Allgäu - Liste der Kulturdenkmale in Wannweil - Liste der Kulturdenkmale in Warthausen - Liste der Kulturdenkmale in Wäschenbeuren - Liste der Kulturdenkmale in Wehingen - Liste der Kulturdenkmale in Wehr - Liste der Kulturdenkmale in Weidenstetten - Liste der Kulturdenkmale in Weikersheim - Liste der Kulturdenkmale in Weil am Rhein - Liste der Kulturdenkmale in Weil der Stadt - Liste der Kulturdenkmale in Weil im Schönbuch - Liste der Kulturdenkmale in Weilen unter den Rinnen - Liste der Kulturdenkmale in Weilheim (Baden) - Liste der Kulturdenkmale in Weilheim an der Teck - Liste der Kulturdenkmale in Weingarten (Baden) - Liste der Kulturdenkmale in Weingarten - Liste der Kulturdenkmale in Weinheim - Liste der Kulturdenkmale in Weinsberg - Liste der Kulturdenkmale in Weinstadt - Liste der Kulturdenkmale in Weisenbach - Liste der Kulturdenkmale in Weissach (Lkr. Böblingen) - Liste der Kulturdenkmale in Weissach im Tal | - Liste der Kulturdenkmale in Weißbach - Liste der Kulturdenkmale in Weisweil - Liste der Kulturdenkmale in Wellendingen - Liste der Kulturdenkmale in Welzheim - Liste der Kulturdenkmale in Wembach - Liste der Kulturdenkmale in Wendlingen am Neckar - Liste der Kulturdenkmale in Wernau (Neckar) - Liste der Kulturdenkmale in Werbach - Liste der Kulturdenkmale in Wertheim - Liste der Kulturdenkmale in Westerheim - Liste der Kulturdenkmale in Westerstetten - Liste der Kulturdenkmale in Westhausen - Liste der Kulturdenkmale in Widdern - Liste der Kulturdenkmale in Wieden - Liste der Kulturdenkmale in Wiernsheim - Liste der Kulturdenkmale in Wiesenbach - Liste der Kulturdenkmale in Wiesensteig - Liste der Kulturdenkmale in Wiesloch - Liste der Kulturdenkmale in Wildberg - Liste der Kulturdenkmale in Wilhelmsdorf - Liste der Kulturdenkmale in Wilhelmsfeld - Liste der Kulturdenkmale in Willstätt - Liste der Kulturdenkmale in Wimsheim - Liste der Kulturdenkmale in Winden im Elztal - Liste der Kulturdenkmale in Winnenden - Liste der Kulturdenkmale in Winterbach - Liste der Kulturdenkmale in Winterlingen - Liste der Kulturdenkmale in Wittighausen - Liste der Kulturdenkmale in Wittlingen - Liste der Kulturdenkmale in Wittnau - Liste der Kulturdenkmale in Wolfach - Liste der Kulturdenkmale in Wolfegg - Liste der Kulturdenkmale in Wolfschlugen - Liste der Kulturdenkmale in Wolpertshausen - Liste der Kulturdenkmale in Wolpertswende - Liste der Kulturdenkmale in Wörnersberg - Liste der Kulturdenkmale in Wört - Liste der Kulturdenkmale in Wurmberg - Liste der Kulturdenkmale in Wurmlingen - Liste der Kulturdenkmale in Wüstenrot - Liste der Kulturdenkmale in Wutach - Liste der Kulturdenkmale in Wutöschingen - Liste der Kulturdenkmale in Wyhl am Kaiserstuhl |

### Z
| - Liste der Kulturdenkmale in Zaberfeld - Liste der Kulturdenkmale in Zaisenhausen - Liste der Kulturdenkmale in Zell am Harmersbach - Liste der Kulturdenkmale in Zell im Wiesental - Liste der Kulturdenkmale in Zell unter Aichelberg - Liste der Kulturdenkmale in Zimmern ob Rottweil | - Liste der Kulturdenkmale in Zimmern unter der Burg - Liste der Kulturdenkmale in Zuzenhausen - Liste der Kulturdenkmale in Zweiflingen - Liste der Kulturdenkmale in Zwiefalten - Liste der Kulturdenkmale in Zwingenberg |